# Johannes Eriksen
Johannes Thorvald Eriksen (ur. 12 czerwca 1889 we Frederiksbergu. zm. 25 czerwca 1963 tamże) – duński zapaśnik walczący w stylu klasycznym. Trzykrotny olimpijczyk. Brązowy medalista z Antwerpii 1920; piąty w Londynie 1908 i szósty w Sztokholmie 1912. Walczył w wadze średniej i półciężkiej.
Trzeci na mistrzostwach Danii w 1909 roku.

## Letnie Igrzyska Olimpijskie 1908
| Konkurencja          | Rundy eliminacyjne  | Rundy eliminacyjne        | Klas. końcowa |
| Konkurencja          | Przeciwnik I        | Przeciwnik II             | Miejsce       |
| -------------------- | ------------------- | ------------------------- | ------------- |
| 73 kg styl klasyczny | Edgar Bacon (GBR) Z | Mauritz Andersson (SWE) P | 5.            |

## Letnie Igrzyska Olimpijskie 1912
| Konkurencja            | Rundy eliminacyjne    | Rundy eliminacyjne       | Rundy eliminacyjne   | Rundy eliminacyjne  | Rundy eliminacyjne    | Klas. końcowa |
| Konkurencja            | Przeciwnik I          | Przeciwnik II            | Przeciwnik III       | Przeciwnik IV       | Przeciwnik V          | Miejsce       |
| ---------------------- | --------------------- | ------------------------ | -------------------- | ------------------- | --------------------- | ------------- |
| 82,5 kg styl klasyczny | Oskar Wiklund (FIN) P | Ragnar Fogelmark (SWE) Z | Jussi Salila (FIN) Z | Peter Öhler (GER) Z | August Rajala (FIN) P | 6.            |

## Letnie Igrzyska Olimpijskie 1920
| Konkurencja            | Rundy eliminacyjne    | Rundy eliminacyjne      | O brązowy medal  | O brązowy medal         | Klas. końcowa |
| Konkurencja            | 1/8                   | 1/4                     | Przeciwnik I     | Przeciwnik II           | Miejsce       |
| ---------------------- | --------------------- | ----------------------- | ---------------- | ----------------------- | ------------- |
| 82,5 kg styl klasyczny | Nat Pendleton (USA) Z | Claes Johansson (SWE) P | Jan Sint (NED) Z | Edil Rosenqvist (FIN) P | 3.            |